# Tristan-sármánypinty
A Tristan-sármánypinty (Nesospiza acunhae) a madarak osztályának verébalakúak (Passeriformes) rendjébe és a tangarafélék (Thraupidae) családjába tartozó faj.

## Rendszerezése
A fajt Jean Cabanis német ornitológus írta le 1873-ban.

## Alfajai
- Nesospiza acunhae acunhae Cabanis, 1873
- Nesospiza acunhae dunnei Hagen, 1952
- Nesospiza acunhae fraseri P. G. Ryan, 2008[2]

## Előfordulása
A faj kizárólag az Atlanti-óceán déli részén található Szent Ilona, Ascension és Tristan da Cunhához tartozó,  Inaccessible-szigeten honos. 
Természetes élőhelyei a mérsékelt övi cserjések és szubantarktikus gyepek. Állandó nem vonuló faj.

## Megjelenése
Testhossza 21 centiméter, testtömege 24-49 gramm.

## Életmódja
Gyümölcsökkel és gerinctelenekkel táplálkozik.

## Természetvédelmi helyzete
Az elterjedési területe rendkívül kicsi, egyedszáma 23 400 példány körüli, viszont stabil. A Természetvédelmi Világszövetség Vörös listáján sebezhető fajként szerepel.